# Mer Mec
Mer Mec, av företaget ofta skrivet MERMEC, även Mermec Group, är ett italienskt aktiebolag verksam i järnvägsbranschen. Företaget grundades på 1960-talet av Angelo Pertosa som Meridional Meccanica och bildades 1988 om till aktibolaget Mermec. Bland annat tillverkar företaget mätvagnstypen Roger, som har beställts av flera järnvägsbolag i Norge, Schweiz, Sydkorea och Australien.